# Austrocordulia territoria
Austrocordulia territoria là loài chuồn chuồn trong họ Synthemistidae. Loài này được Theischinger & Watson mô tả khoa học đầu tiên năm 1978.